# Liste der Naturdenkmale in Sulzfeld (Baden)
| Naturdenkmale | Anzahl |
| ------------- | ------ |
| FND           | 4      |
| END           | 1      |
| Gesamt        | 5      |

Die Liste der Naturdenkmale in Sulzfeld nennt die verordneten Naturdenkmale (ND) der im baden-württembergischen Landkreis Karlsruhe liegenden Stadt Sulzfeld. In Sulzfeld gibt es insgesamt fünf als Naturdenkmal geschützte Objekte, davon vier flächenhafte Naturdenkmale (FND) und ein Einzelgebilde-Naturdenkmal (END).
Stand: 1. November 2016.

## Flächenhafte Naturdenkmale (FND)
| Name                       | Bild | Kennung     | Einzelheiten       | Position | Fläche Hektar | Datum        |
| -------------------------- | ---- | ----------- | ------------------ | -------- | ------------- | ------------ |
| Feuchtgebiet Steinbruchweg | BW   | 82150820005 | Sulzfeld           | ⊙        | 1,2           | 6. Juni 1991 |
| Fröschberghohl             | BW   | 82150820004 | Sulzfeld           | ⊙        | 1,1           | 6. Juni 1991 |
| Heuscheuer                 | BW   | 82150820001 | Eppingen, Sulzfeld | ⊙        | 2,2           | 1. Sep. 1986 |
| Sulzfelder Dolinenfeld     | BW   | 82150820002 | Sulzfeld           | ⊙        | 1,7           | 9. Dez. 1987 |
| Legende für Naturdenkmal   |      |             |                    |          |               |              |

## Einzelgebilde (END)
| Name                           | Bild | Kennung     | Einzelheiten | Position | Fläche Hektar | Datum        |
| ------------------------------ | ---- | ----------- | ------------ | -------- | ------------- | ------------ |
| Sulzfelder Speierling im Dobel | BW   | 82150820003 | Sulzfeld     | ⊙        | 0,0           | 9. Dez. 1987 |
| Legende für Naturdenkmal       |      |             |              |          |               |              |